# Патитуччи, Джон
Джон Патитуччи (англ. John Patitucci) (родился 22 декабря 1959, Нью-Йорк) — американский джазовый контрабасист и бас-гитарист итальянского происхождения, обладатель премии «Грэмми».

## Карьера

### Ранние годы
Джон Патитуччи начал играть на электрической бас-гитаре в возрасте 10 лет. Сочинять и выступать начал в возрасте 12 лет. В возрасте 15 лет он начал играть на акустическом басе, и в возрасте 16 лет на фортепиано. Он быстро перешёл от игры соула и рока к блюзу, джазу и классической музыке. Благодаря его эклектическому вкусу он изучал все виды музыки как музыкант и как композитор. Джон изучал классический бас в Университете штата в Сан-Франциско и Государственном университете Калифорнии в Лонг Бич. В 1980 году он продолжил свою карьеру в Лос-Анджелесе в качестве студийного музыканта и джазового исполнителя.

### Выступления и записи
Патитуччи записал и выпустил 12 альбомов. Помимо своей сольной работы Джон играет в альбомах с такими артистами, как Роджер Уотерс, Би Би Кинг, Бонни Райт, Чик Кориа, Уэйн Шортер, Херби Хэнкок, Майкл Брекер, Джордж Бенсон, Диззи Гиллеспи, Was Not Was, Дэйв Грузин, Натали Коул, Bon Jovi, Куин Латифа, Стинг и Карли Симона.

## Дискография
- John Patitucci (1987)
- On the Corner (1989)
- Sketchbook (1990)
- Heart of the Bass (1991)
- Anoter World (1993)
- Mistura Fina (1995)
- One More Angel (1996)
- Now (1998)
- Imprint (2000)
- Communion (2001)
- Songs, Stories Spirituals (2003)
- Line by Line (2006)
- Rememberance (2009) (Трио с Джо Ловано и Брайн Блейд)
- Brooklyn (2015) (с участием Брайна Блейда, Адама Роджерса и Стива Карденаса)